# Миналата година в Мариенбад
„Миналата година в Мариенбад“ (на френски: L'Année dernière à Marienbad) е драма от 1961 година на режисьора Ален Рене по сценарий на Ален Роб-Грийе, копродукция на Франция и Италия.

## Сюжет
В един прекрасен бароков хотел населен от богати двойки, които се социализират, един мъж се приближава до жена. Той твърди, че са се срещали преди година в Мариенбад, и че тя го е помолила тогава да изчака една година, преди тя да вземе решение за една бъдеща връзка. Жената настоява, че никога не са се срещали преди. Мъжът се опитва да възобнови спомените и за това, което твърди. Тя непрекъснато отхвърля и противоречи на неговата версия. Вторият мъж непрекъснато заявява господството си над първия мъж, включително като го бие всеки път на математическа игра (версия на Nim).
Чрез двусмислени ретроспекции и дезориентиращи смени на времето и местоположението, филмът изследва отношенията между тримата. Разговорите и събитията се повтарят на няколко места в сградата и площадките и има многобройни проследяващи снимки на коридорите на хотела с двусмислени и повтарящи се гласове. Не се предлага никакво заключение: мъжът може да е завършил копнежа си за жената; може би се е съгласила да избяга с него; нейният ревнив съпруг може да я е застрелял, или самият мъж може да я е убил.

## В ролите
| Изпълнител        | Роля                                 |
| ----------------- | ------------------------------------ |
| Джорджо Албертаци | Мъжът                                |
| Делфин Сериг      | Жената                               |
| Саша Питоеф       | Втория мъж, може би съпруг на жената |

## Награди и номинации
- 1961 – Награда Златен лъв на Венецианския филмов фестивал.